# Dwayne Polee
Dwayne L. Polee, Sr. (nacido el 2 de marzo de 1963 en Los Ángeles, California) es un exjugador de baloncesto estadounidense que jugó un partido en la NBA y dos temporadas en la liga mexicana. Con 1,96 metros de estatura, lo hacía en la posición de escolta. Actualmente es Director de Desarrollo Deportivo en la Universidad de San Francisco.

## Trayectoria deportiva

### Universidad
Jugó una temporada con los Rebels de la Universidad de Nevada, Las Vegas, para posteriormente ser transferido a los Waves de la Universidad de Pepperdine promediando en total 12,9 puntos, 3,4 rebotes y 1,3 robos de balón por partido. En sus dos últimas temporadas fue incluido en el mejor quinteto de la West Coast Conference y elegido Jugador del Año de la conferencia, liderando la misma en anotación en 1986, con 15,7 puntos por partido.

### Profesional
Fue elegido en la quincuagésimo cuarta posición del Draft de la NBA de 1986 por Los Angeles Clippers, donde jugó un único partido, en el que anotó dos puntos, siendo despedido en el mes de noviembre.
Posteriormente se unió a un combinado de jugadores estadounidenses con el que permaneció dos años en gira por diferentes países europeos, para fichar en 1989 por los Colima Lemaneros de la liga mexicana, donde permaneció dos temporadas más.

## Estadísticas de su carrera en la NBA

### Temporada regular
| Temporada | Edad | Equipo               | Liga | Pos. | P | TIT | MIN | TC  | TCA | %TC  | 3P  | 3PA | %3P  | 2P  | 2PA | %2P   | TL  | TLA | %TL | R.OF. | R.DEF. | REB | ASIS | ROB | TAP | PER | FP  | PTS |
| 1986-87   | 22   | Los Angeles Clippers | NBA  | SG   | 1 | 0   | 6.0 | 1.0 | 4.0 | .250 | 0.0 | 3.0 | .000 | 1.0 | 1.0 | 1.000 | 0.0 | 0.0 |     | 0.0   | 0.0    | 0.0 | 0.0  | 1.0 | 0.0 | 1.0 | 3.0 | 2.0 |
| Total     |      |                      | NBA  |      | 1 | 0   | 6.0 | 1.0 | 4.0 | .250 | 0.0 | 3.0 | .000 | 1.0 | 1.0 | 1.000 | 0.0 | 0.0 |     | 0.0   | 0.0    | 0.0 | 0.0  | 1.0 | 0.0 | 1.0 | 3.0 | 2.0 |